# 福建贯众
福建贯众（学名：Cyrtomium conforme），为鳞毛蕨科贯众属下的一个植物种。